# Patricio Cajés

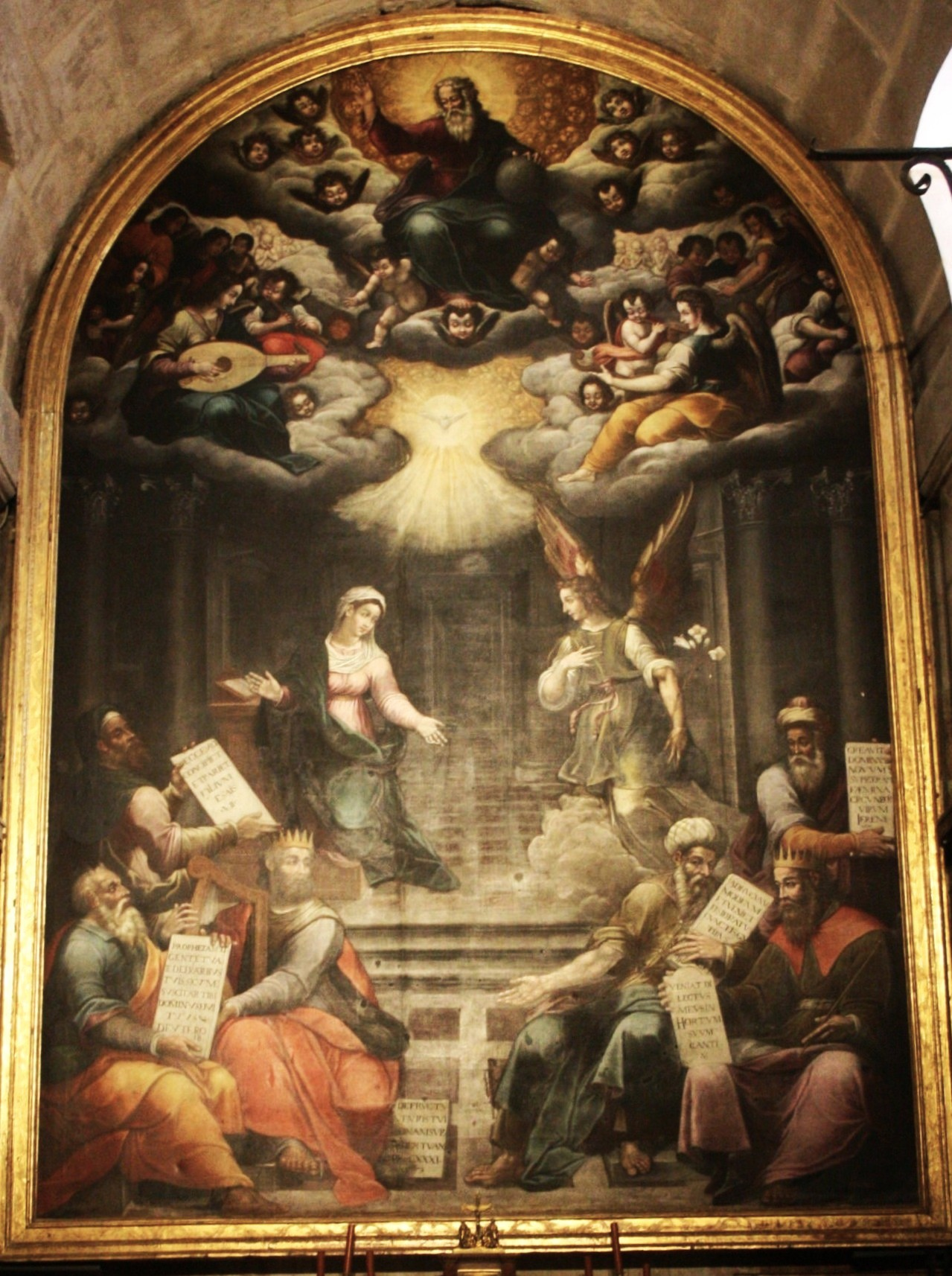
La anunciación o El cumplimiento de las profecías, 1589-1593, Torrelaguna, Iglesia parroquial de Santa María Magdalena, capilla de la Encarnación.

Patrizio Cascese, españolizado Patricio Caxés o Cajés (Arezzo, c. 1540-Madrid, 1612), fue un pintor, arquitecto, traductor y grabador a buril italiano, que realizó gran parte de su obra en España.
Descendiente de una distinguida familia de la Toscana, el apellido españolizado de variadas formas parece hacer referencia al nombre de un barrio de Castel San Niccolò en la provincia de Arezzo, del que provendría la familia. Formado en Roma, entró allí en contacto con Luis de Requesens, embajador de España ante la Santa Sede, que había recibido de Felipe II el encargo de contratar a buenos pintores romanos para decorar los palacios reales. Viajó a España en 1567 junto con Rómulo Cincinato e inmediatamente fue contratado por tres años con sueldo de 20 ducados al mes para pintar a las órdenes de Gaspar Becerra dos salas del viejo Alcázar, que estaba siendo reformado para servir de residencia al rey. Establecido definitivamente en Madrid, tras concedérsele prórroga indefinida del anterior contrato y contraer matrimonio con la madrileña Casilda de la Fuente, recibió el encargo de proporcionar las trazas para el retablo mayor del desaparecido convento de San Felipe el Real, adornado con nueve esculturas en madera de Pompeyo Leoni, quien las contrató en 1595.
El 21 de enero de 1589 contrató con Juan Gaytán, albacea de Ferrán López de Segovia, el retablo de la capilla de la Encarnación en la Iglesia parroquial de Santa María Magdalena de Torrelaguna. El retablo, para el que según el concierto debía proporcionar también las trazas, es del tipo de gran lienzo enmarcado y encajado en el muro de la capilla funeraria y debía estar concluido en año y medio, aunque no lo estaría hasta el 1 de septiembre de 1591. El cuadro, la única obra de gran tamaño de Patricio Cajés que se ha conservado, firmado con su anagrama, representa bajo un rompimiento de gloria, con Dios Padre entre ángeles músicos, a la Virgen anunciada y el arcángel san Gabriel elevados sobre una grada bajo la que se encuentran patriarcas y profetas veterotestamentarios con tablillas en las manos y textos alusivos a la encarnación del Hijo de Dios en María.
Aunque contratado como pintor y firmando como pintor del rey, desde su llegada a Madrid dio muestras de interés por la arquitectura. Por su propia cuenta realizó la traducción del toscano de la Regla de los cinco órdenes de architectura de Jacopo Vignola, cuya edición, en casa del autor en la calle de la Cruz en 1593, salió ilustrada con diez diseños de portadas grabados por él mismo y un prólogo en el que declaraba haberle animado mucho a dar a luz la obra la aprobación de Juan de Herrera, «arquitecto mayor de S. M., entendido y plático en esta profesión quanto es notorio». En este orden, en la década de 1590 presentó al rey un proyecto de unión del viejo Alcázar con el río Manzanares mediante un sistema de galerías, pasadizos y puentes. Del proyecto, nunca realizado, se conserva el dibujo de Cajés en la Real Biblioteca.
Hacia 1596 decoró con «escenas de montería y caza» la galería de la residencia madrileña de Pietro de Medici, capitán general de la infantería italiana al servicio de Felipe II, y por las mismas fechas proporcionó las trazas para la iglesia, casa y enfermería del Hospital de los Italianos en la Corte, de cuya ejecución se iban a encargar el albañil Francisco de la Fuente y el cerrajero Toribio Vélez y que resultó destruido en 1884.
Tras el incendio del palacio de El Pardo, en 1607 contrató junto con su hijo Eugenio, Vicente Carducho, Luis de Carvajal, Fabricio Castello, Julio César Semín y otros la pintura al fresco de la Galería de la Reina, pinturas que no se han conservado, como tampoco el retablo del Niño de la Guardia, contratado también junto con su hijo para la iglesia del convento de San Felipe el Real de Madrid, o el de la capilla sepulcral de Rodrigo Vázquez de Arce en la iglesia parroquial de Carpio (Valladolid), que contrató en 1603 juntamente con el escultor Juan de Porres.
Su formación romana puede explicar su implicación en el pionero intento de crear una academia en Madrid a ejemplo de las establecidas en Roma y Florencia, para lo que en 1603 recibió poderes de un grupo de pintores tanto españoles como italianos, algunos de paso en la Corte, como Orazio Borgianni, para promover su formación, proyecto en el que trabajó con Carvajal, Francisco López y Antonio Ricci y que llevó a la firma en 1606 de un convenio con el monasterio de los Mínimos de la Victoria de Madrid, para fijar en él la sede de la nueva Academia de San Lucas.
Falleció en Madrid el 14 de mayo de 1612. En agosto del mismo año su hijo Eugenio fue nombrado pintor del rey en la vacante dejada por su padre, con salario de 50 000 maravedís.